# Цуцулин
Цуцулин — село в Україні, у Матеївецькій сільській громаді Коломийського району Івано-Франківської області.

## Географія
Розміщено вздовж берегів річки Цуцулин. Межує з селами Дебеславці, Корости, Трач, Трійця. Середня висота над рівнем моря 330 м. Відстань від Косова 30 км, від Коломиї 19 км, від залізничної станції Матіївці — 8 км.
Присілки: Грабівці, Лази, Тербіж, Динів. Ліси листяні, їх назви: Замулинський, Корнеччина, Верхи.

## Історія
Засноване 1820 року. В 1848 р. мешканцями села була споруджена Церква Покрова Пр. Богородиці, яка під час панування тут радянської влади була закрита. В 1939—1946 рр. село називалося Ганів Цуцулин. 7 червня 1946 року указом Президії Верховної Ради УРСР село Ганів Цуцулин Коломийського району перейменовано на село Ганнівка і Ганово-Цуцулинську сільську раду — на Ганнівська. Цю назву село проносило до 1993 р., після чого йому повернули стару назву..
В 1961 р. село передано з Коломийського району до Косівського, на що місцева громада відреагувала вкрай негативно. Зрештою, 12 червня 2020 року село знову увійшло до меж Коломийського району..

## Пам'ятки історії і культури
- Могильник культури Карпатських курганів (ІІ-VI ст. н. е.) в урочищі Дуплинець, 1 км на захід від села;
- Церква з дзвіницею;[5]
- Хрест на честь скасування панщини, поставлений у 1862 р. сім'єю Боєчків при в'їзді з боку Дебеславців;
- Пам'ятник полеглим за волю і незалежність України.